# The Consultant
The Consultant est une série télévisée créée par Tony Basgallop (en), disponible depuis le 24 février 2023 sur Prime Video. 
Il s'agit de l'adaptation du roman du même nom de Bentley Little.

## Synopsis
Satire sur la relation épouvantable entre employé et son patron, qui interroge sur ce que nous serions capable de faire pour survivre. 
Engagé en tant que consultant à la rescousse de la société CompWare à la suite du décès du fondateur, M. Patoff commence peu à peu à diriger l’entreprise comme un tyran.

## Distribution
- Christoph Waltz (VF : Pierre-François Pistorio) : Regus Patoff
- Nat Wolff (VF : Juan Llorca) : Craig
- Brittany O'Grady (en) (VF : Zina Khakhoulia) : Elaine
- Aimee Carrero (VF : Émilie Rault) : Patti
- Sloane Avery : Rosie
- Michael Charles Vaccaro (VF : Hervé Caffin) : Iain
- Erin Ruth Walker (VF : Bérénice Bala) : Amy

 Source et légende : version française (VF) sur RS Doublage

## Épisodes
1. Créateur (Creator)
2. Mama (Mama)
3. Vendredi (Friday)
4. Sang (Sang)
5. La maladie (Sick)
6. Le verre (Glass)
7. L'éléphant (Elephant)
8. Le marteau (Hammer)